# Canadees basketbalteam (mannen)
Het Canadees nationaal basketbalteam is een team van basketballers dat Canada vertegenwoordigt in internationale basketbalwedstrijden. 
Canada won een zilveren medaille op de Olympische Spelen in 1936. Canada won ook twee zilveren medailles (1984 en 1988) en vier bronzen medailles ((1984, 1988, 2001, 2015) op de FIBA AmeriCup. In 2015 won het team zilver op de Pan-Amerikaanse Spelen.
Canada wordt algemeen beschouwd als een van de meest ambitieuze landen in de basketbalsport. Het heeft 14 spelers die actief zijn in de NBA, de op een na meeste spelers na de Verenigde Staten.